# Ги II де Дампьер
Ги II де Дампьер (фр. Guy II de Dampierre; ок. 1155—18 января 1216) — сеньор де Дампьер с 1161, сеньор де Бурбон с 1196, сеньор де Монлюсон с 1202, коннетабль Шампани с 1170, сын Гильома I де Дампьера из дома Дампьер и Эрменгарды де Муши.

## Биография
После смерти отца в 1161 году унаследовал родовые владения. В 1170 году он был назначен коннетаблем Шампани и значительно увеличил благосостояние рода благодаря браку в 1196 году на Матильде (Маго) I де Бурбон (1165—1228), внучке и наследнице Аршамбо VII де Бурбона.
В 1191 году Ги принял участие в Третьем крестовом походе, где отличился при осаде Акры.
В 1214 году он в составе французской армии отличился в битве при Бувине.
После его смерти владения были разделены между сыновьями. Старший сын, Аршамбо VIII Великий, унаследовал сеньорию Бурбон. Младший же сын, Гильом II де Дампьер, унаследовал родовые владения.

## Брак и дети
Жена: ранее 1196 года Матильда (Маго) I (1165—1228), дочь Аршамбо де Бурбона.
- Аршамбо VIII Великий (умер 1242), сеньор де Бурбон с 1216, родоначальник дома Бурбон-Дампьер.
- Филиппа (Маго) (умерла 1223); муж: с 1205 Гиг IV (умер 1241), граф де Форез.
- Гильом II (умер 1231), сеньор де Дампьер с 1216, родоначальник Фландрской ветви Дампьеров.
- Ги III (умер 1275), сеньор де Сен-Жюст.
- Мария (умерла до 1237); 1-й муж: ранее 1210 Эрве де Вьерзон; 2-й муж: с около 1221 Генрих I де Сюлли (умер после 1248).
- Жанна.
- Маргарита.